# Clare Maguire
Clare Rita Mary Maguire (15 de septiembre de 1987) es una cantante y compositora inglesa perteneciente a Universal Music Group Polydor Records desde 2008. Ocupó el 3 de enero de 2011 la 5ª posición en el BBC Sound of 2011 de las 15 nuevas promesas de la música. Su voz ha sido comparada con la de artistas como Annie Lennox y Stevie Nicks.
El álbum de debut de Clare, Light After Dark, salió al mercado el 28 de febrero de 2011. El disco ha sido producido por el exitoso compositor Fraser T. Smith.

## Discografía
- Light After Dark (2011)
- Stranger Things Have Happened (2016)

### Simples
- Ain't nobody (2010)
- The last dance (2011)
- The Shield & The Sword (2011)
- Elizabeth Taylor (2016)